# Pak Tho (huyện)
Pak Tho (tiếng Thái: ปากท่อ) là một huyện (amphoe) ở phía nam của tỉnh Ratchaburi, miền trung Thái Lan.

## Lịch sử
Khoảng năm 1900, chính quyền đã tách một phần của Mueang Ratchaburi và lập huyện mới Tha Nat Wat Pradu (ท่านัดวัดประดู่). Trụ sở huyện nằm trước Wat Pradu tại Khlong Wat Pradu thuộc tambon Chom Prathat, nay thuộc huyện Wat Phleng. Tambon Pak Tho được đưa vào huyện này. Do nằm gần sông Om, huyện cũng có tên Maenam Om (แม่น้ำอ้อม).

## Địa lý
Các huyện giáp ranh (từ phía tây theo chiều kim đồng hồ) là: Ban Kha, Chom Bueng, Mueang Ratchaburi, Wat Phleng của tỉnh Ratchaburi, Amphawa của tỉnh Samut Songkhram, Khao Yoi và Nong Ya Plong của tỉnh Phetchaburi.

## Hành chính
Huyện này được chia thành 12 phó huyện (tambon), các đơn vị này lại được chia ra thành 88 làng (muban). Pak Tho là một thị trấn (thesaban tambon) nằm trên một phần của tambon Pak Tho. Có 11 Tổ chức hành chính tambon.
| STT. | Tên            | Tên Thái  | Số làng | Dân số |  |
| ---- | -------------- | --------- | ------- | ------ |  |
| 1.   | Thung Luang    | ทุ่งหลวง    | 16      | 12928  |  |
| 2.   | Wang Manao     | วังมะนาว   | 7       | 4850   |  |
| 3.   | Don Sai        | ดอนทราย   | 9       | 8948   |  |
| 4.   | Nong Krathum   | หนองกระทุ่ม | 8       | 5625   |  |
| 5.   | Pak Tho        | ปากท่อ     | 8       | 7602   |  |
| 6.   | Pa Kai         | ป่าไก่      | 5       | 3122   |  |
| 7.   | Wat Yang Ngam  | วัดยางงาม  | 5       | 2409   |  |
| 8.   | Ang Hin        | อ่างหิน     | 6       | 4496   |  |
| 9.   | Bo Kradan      | บ่อกระดาน  | 4       | 2689   |  |
| 10.  | Yang Hak       | ยางหัก     | 8       | 2689   |  |
| 11.  | Wan Dao        | วันดาว     | 7       | 808    |  |
| 12.  | Huai Yang Thon | ห้วยยางโทน | 5       | 3819   |  |